# Dendrobium sibuyanense
Dendrobium sibuyanense är en orkidéart som beskrevs av Lubag-arquiza, Naranja, Baldos och Sacdalan. Dendrobium sibuyanense ingår i släktet Dendrobium, och familjen orkidéer. Inga underarter finns listade i Catalogue of Life.